# ホホバオイル

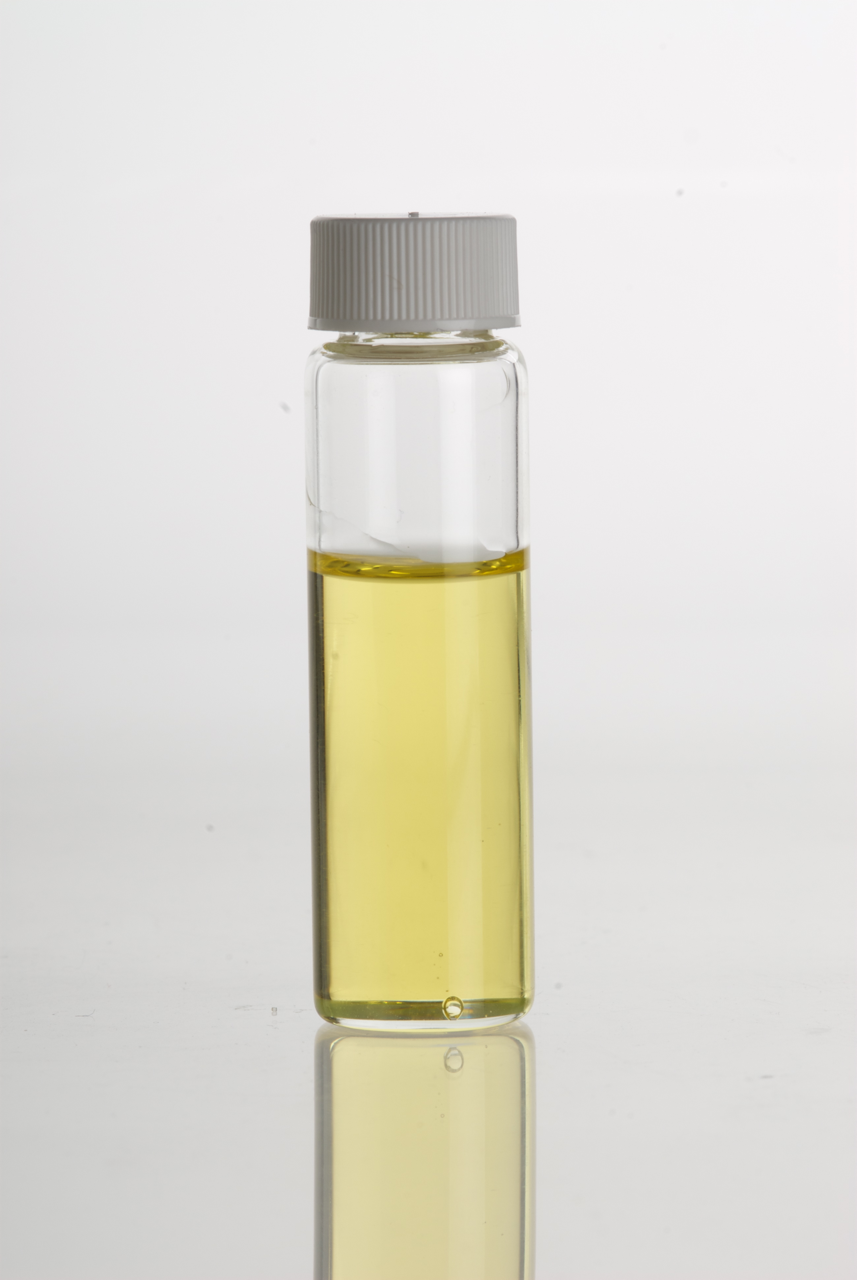

ホホバオイル（Jojoba oil）、ホホバ油は、ホホバ（Simmondsia chinensis）の種子を原料とする植物油。ワックスエステルが豊富で安定性が高い。軟膏、クリーム、化粧品や医療に用いられる。皮膚や髪の保湿、日焼け止めや抗老化成分への添加、医療成分や抗菌成分の皮膚からの送達に使われている。
ホホバは長鎖のアルコールと脂肪酸のエステルを産生し、種子の重量の半分以上を占める。ホホバオイルは直鎖長鎖エステル（ワックスエステル）が97%であり、一般的な植物油や動物性脂肪と異なり、毒性がなく親油性で安定性も高い。トリグリセリドが3%程度であり酸化への耐性が強い。
試験管上では黄色ブドウ球菌の増殖抑制作用はなかった。ティートゥリーオイルと混合した場合、黄色ブドウ球菌や大腸菌などの細菌を抑制した。